# 維克托·特羅伊茨基
維克托·特羅伊茨基（Виктор Троицки，1986年2月10日—），是一位塞爾維亞職業網球運動員。於2006年轉為職業選手。他生涯單打排名最高第12名，曾是塞爾維亞排名第二高的男子網球選手。他具有俄羅斯血統。維克托·特羅伊茨基總共贏得3項賽事冠軍。

## 外部連結
- 官方网站
- 維克托·特羅伊茨基（英文/西班牙文）的官方資料
- 維克托·特羅伊茨基的國際網球總會 職業／青少年 官方資料（英文）
- 維克托·特羅伊茨基的官方資料（英文）